# Кельмаково
Кельмаково (мар. Кельмаксола) — деревня в городском округе Йошкар-Олы Республики Марий Эл (Россия). Деревня находится в ведении Семёновского территориального управления администрации города.

## География
Находится в 5 километрах к северо-востоку от села Семёновка, у реки Монага.

## История
Первое упоминание деревни относится к 1723 году, когда там проводилась первая ревизия. В деревне проживало 20 мужчин (марийцы, ясачные крестьяне), насчитывалось 6 дворов. Деревня входила в Коминскую волость Царевококшайского уезда. Её основали переселенцы из деревни Новокоминской.
В 1763 году здесь значится 25 ревизских душ. К 1795 году население деревни увеличилось до 43 мужчин и 38 женщин (государственные крестьяне) в 15 дворах. С того момента деревня Кельмаково относилась к Купсольскому обществу Дворцовой волости, а в религиозном отношении — к Владимирской церкви села Кузнецово, построенной в 1782 году.
В 1859 году в деревне насчитывалось 14 дворов, проживало 25 мужчин и 36 женщин.
С 1922 года деревня относится к Вараксинской волости Краснококшайского кантона, с января 1925 года — к Кузнецовскому району того же кантона. В это время в деревне проживал 121 человек марийской национальности.
В начале 1930-х годов в деревне был создан колхоз «У кече», в который вошло 18 хозяйств.
В 1950 году он вошел в колхоз им. Буденного.
В годы Великой Отечественной войны было призвано на фронт 24 человека, из них 14 погибли.
1 марта 1960 года был образован совхоз «Семёновский», а 31 мая 1978 года деревня была передана из Кузнецовского сельсовета Медведевского района в состав Семёновского сельсовета Ленинского района города Йошкар-Олы. Тогда же земли вокруг деревни были переданы в совхоз «Овощевод».
В 1985 году был пущен водопровод, через два года провели асфальтированную дорогу, а в 1989 году — природный газ. Телефонизация деревни прошла в 1995 году.
Согласно переписи 2002 года в деревне проживало 82 человека (марийцы — 92 %).
С образованием городского округа «Город Йошкар-Ола» деревня Кельмаково находится в ведении Семёновского территориального управления администрации городского округа. В 2015 году в ней появилась часовня.

## Население
| 2010 | 2012 | 2015 | 2016 | 2017 | 2018 |
| ---- | ---- | ---- | ---- | ---- | ---- |
| 98   | ↗110 | ↗111 | ↗115 | ↘97  | ↗98  |

## Известные уроженцы
Краснова Прасковья Денисовна (1901—1976) — марийский советский деятель здравоохранения, врач-физиотерапевт. Заведующая Йошкар-Олинской детской городской больницей (1938―1941), заведующая физиокабинетами Республиканской больницы Марийской АССР и Йошкар-Олинской городской больницы (1948―1959). Заслуженный врач РСФСР (1958).